# 88-ма піхотна дивізія (Третій Рейх)
88-ма піхотна дивізія (Третій Рейх) (нім. 88. Infanterie-Division) — піхотна дивізія Вермахту за часів Другої світової війни.

## Історія
88-ма піхотна дивізія була сформована 1 грудня 1939 на навчальному центрі Графенвьор (нім. Truppenübungsplatz Grafenwöhr) у XIII-му військовому окрузі (нім. Wehrkreis XIII) під час 6-ї хвилі мобілізації Вермахту.

## Райони бойових дій
- Німеччина (грудень 1939 — травень 1940);
- Франція (травень 1940 — грудень 1941);
- СРСР (південний напрямок) (січень 1942 — жовтень 1944);
- Польща, Німеччина (жовтень 1944 — січень 1945).

## Командування

### Командири
- генерал-майор Георг Ланг (нім. Georg Lang) (1 грудня 1939 — 2 лютого 1940);
- генерал-майор, з 1 жовтня 1941 генерал-лейтенант Фрідріх Голльвіцер (нім. Friedrich Gollwitzer) (2 лютого 1940 — 10 березня 1943);
- оберст, з 1 червня 1943 генерал-майор, з 1 жовтня 1943 генерал-лейтенант Генріх Рот (нім. Heinrich Roth) (10 березня — 5 листопада 1943)[1];
- оберст, з 1 лютого 1944 генерал-майор граф Георг фон Ріттберг (нім. Georg Graf von Rittberg) (5 листопада 1943 — 8 січня 1945);
- оберст Карл Андерс (нім. Carl Anders) (8 січня — 27 січня 1945).